# 莱西尼 (维埃纳省)
莱西尼（法語：Lésigny，法語發音：[leziɲi] ⓘ）是法国新阿基坦大区维埃纳省的一个市镇，属于沙泰勒罗区。

## 地理
莱西尼（46°50'56"N, 0°46'3"E）面积13.21 平方千米，位于法国新阿基坦大区维埃纳省，该省份为法国中西部省份，北起曼恩-卢瓦尔省和安德尔-卢瓦尔省，西接德塞夫勒省，南至夏朗德省，东南接上维埃纳省，东临安德尔省。
与莱西尼接壤的市镇（或旧市镇、城区）包括：巴鲁、尚邦、克勒兹河畔伊泽尔、库赛莱布瓦、迈雷、拉罗什波赛。

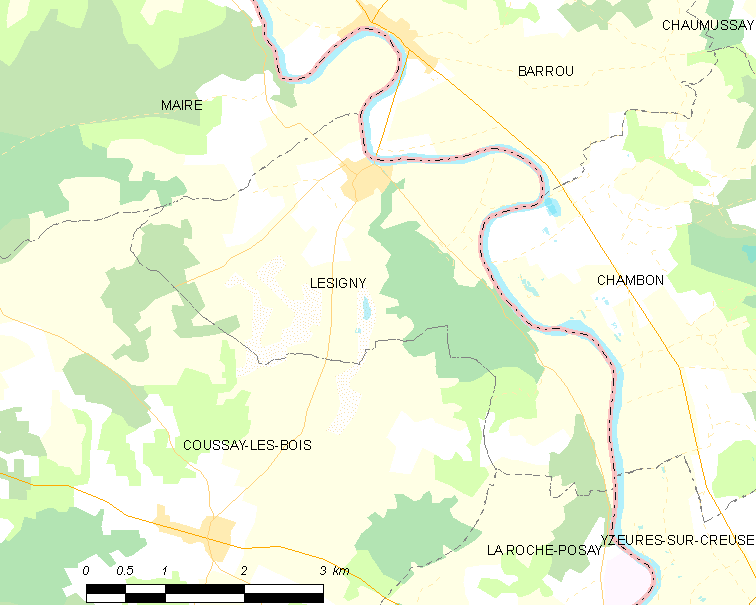
的OSM定位图

莱西尼的时区为UTC+01:00、UTC+02:00（夏令时）。

## 行政
莱西尼的邮政编码为86270，INSEE市镇编码为86129。

## 政治
莱西尼所属的省级选区为沙泰勒罗第三县。

## 人口

1962-2008年间人口变化图示

莱西尼于2022年1月1日时的人口数量为525人。